# Нижня Майка
Нижня Ма́йка (рос. Нижняя Майка, башк. Түбәнге Майҡы) — присілок у складі Кугарчинського району Башкортостану, Росія. Входить до складу Мраковської сільської ради.
Населення — 2 особи (2010; 12 в 2002).
Національний склад:
- росіяни — 67%
- башкири — 33%